# Hakan Ünsal
Hakan Ünsal (Sinop, 14 mei 1973) is een voormalig Turks voetballer. Hij speelde als linkervleugelverdediger, maar soms ook als centrale verdediger en linkshalf. 
Ünsal speelde in zijn loopbaan onder andere voor Galatasaray en Blackburn Rovers. Ook speelde hij 47 interlands voor Turkije. 
Hakan Ünsal mag een bronzen medaille op een WK, een UEFA-Cup en een UEFA-Supercup op zijn palmares schrijven. Ook werd de speler 6 keer landskampioen met Galatasaray. Tegenwoordig gaat Ünsal door het leven als voetbal analyticus bij de Turkse tv zenders.